# Oxford–Cambridge evezősverseny
Az Oxford–Cambridge evezősverseny egy évente, általában tavasszal megrendezett 
evezős versenysorozat az Oxfordi Egyetem és a Cambridge-i Egyetem evezős klubjai között, melyet hagyományosan váltott evezős nyolcasok között rendeznek a Temze folyón, Londonban.
A versenyt Angliában egyszerűen csak "a hajósverseny" (The Boat Race), vagy 
egyetemi hajóversenyként (University Boat Race) említik. A versenyeken külön férfi és női futamok, valamint tartalékos legénységek indulnak. 
A férfi versenyt először 1829-ben hozták létre, 1856 óta pedig évente rendezik meg, kivéve az 
első- és a második világháború időszakát (bár nem hivatalos versenyeket ekkor is rendeztek),
és a 2020-as Covid19 világjárványt. A női versenyt 1927-ben indították és 1964 óta évente került megrendezésre. 2015 óta a női verseny ugyanazon a napon és pályán zajlik mint a férfi rangadó, 
2018-tól pedig a két futam összevont versenyét "a hajóversenyként" (The Boat Race) emlegetik.
A versenynek 1845 óta az úgynevezett "bajnoki pálya" (The Championship Course) ad otthont, amely a
nyugat-londoni Temze 4,2 mérföldes (6,8 km) szakaszát fedi le. Más helyszíneket is használtak,
köztük a Great Ouse folyó egy szakaszát, amely a 2021-es verseny helyszíne volt. Mindkét legénység tagjait hagyományosan bluesnak és minden hajót "Blue Boat"-nak neveznek. A Cambridge színe a világoskék, az Oxfordé pedig a sötétkék. 2022-ig Cambridge 85-ször, Oxford 81-szer nyerte meg a férfiak versenyét, míg az 1877-es versenyt "holtversenynek (dead heat)" nyilvánították. 1930 óta Oxford vezeti az összesített győzelmek eredményét, de a kezdetektől számítva Cambridge áll az élen. 
A nőknél a Cambridge 45-ször, míg az Oxford 30-szor nyerte meg a versenyt és 1966 óta Oxford vezet 
az összesített győzelmek terén. 1965 óta tartanak tartalék hajóversenyt a férfiak és 1966 óta a nők számára. A legtöbb évben több mint 250 000 ember nézte a versenyt a Temze partjáról. 2009-ben rekordszámú, 270 000 ember látta élőben a versenyt és további 15 milliónyian a televízió közvetítésein keresztül.

## Története

### Az első verseny

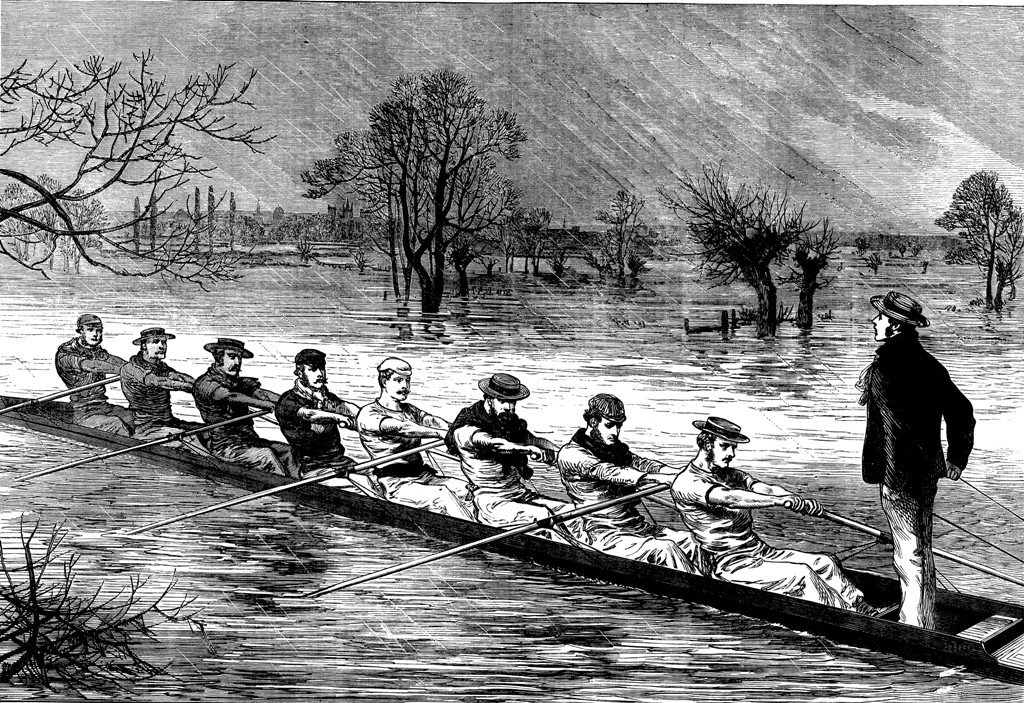
Korabeli metszet a hajóverseny egyik edzéséről (1872)

Az egyetemek közötti rivalizálás sokkal régebbre nyúlik vissza, mint az evezős versenyek de az
évszázados versengés a 19. század óta a sportban testesült meg. Ez a sport a krikett volt, melyet 1827-ben
rendeztek. Az evezős hagyomány két évvel később 1829-ben indotta el Charles Merivale, a cambridge-i 
St John's College hallgatója és harrow-i iskolai barátja Charles Wordsworth, aki az oxfordi Christ Churchben tanult. Cambridge mindig is előrébb járt az evezésben, mivel már egy évvel a verseny előtt megalapította evezős klubját, míg az oxfordi egyetemi klub csak 1839-ben alakult meg. 1829 húsvétján a Cambridge-i Egyetem kihívta az Oxfordi Egyetemet egy nyolcas evezős versenyre, amit Oxford el is fogadott azzal a feltétellel, hogy ha húsvét utánra halasztják a mérkőzést. Cambridge elfogadta a halasztást és a verseny helyszínéül a Temze-parti Henley-on Thames városát javasolta, amit Oxford egy terepszemlét követően el is fogadott. Az első versenyt 1829. június 10-én tartották amit a kihívó Cambridge elveszített. Az eseményen már ekkor nagyszámú nézőközönség, mintegy 20 ezer ember vett részt.

### A hagyománnyá válás
A második versenyt csak 1836-ban rendezték meg, ahol a helyszínt egy Westminsterből Putney-ba tartó 
pályára helyezték át. Oxford már az első versenyen is sötétkék mezt viselt, míg Cambridge a második versenyen mutatkozott először világoskékben. Ennek oka, hogy a versenyzők többsége eton-i volt és az ottani híres iskolának a színe, az úgynevezett "eton kék (Eton blue)" volt. A versenyt ezúttal a Cambridge nyerte, csakúgy mint az ezt követő négy versenyt, sorozatban. A következő két évben nézeteltérés alakult ki a verseny helyszínét illetően. Oxford a Henley-t, míg Cambridge pedig Londont részesítette előnyben.
Az "Oxford University Boat Club" hivatalos megalakulását követően 1839-ben, újraindult a verseny 
a két egyetem között, Londonban a Temze felső torkolata közelében a Tideway-n. 
Ekkortól vált hagyománnyá – és ez mind a mai napig tart -, hogy a vesztes csapat évente visszavágóra hívja a győztest. 1842-ben a versenyt ismét Henley-on Thames-ben rendezték meg és mint tizenhárom évvel ezelőtt, ezúttal is Oxford nyerte meg és nem is akárhogyan. A csapat nyolc tagjából az egyik megbetegedett és mivel a szabályzat nem enged cserét, így hét evezőssel nyerték meg az esélytelennek vélt összecsapást. 
A verseny 1845-ben ismét új pályára költözött és azóta szinte minden évben a Temze Putney és Mortlake közötti szakaszán zajlanak a versenyek. Ez alól kivétel az 1847, 1848, az 1850, 1851 és az 1853,1855-ös évek, valamint az 1915-től 1919-ig tartó évek az első világháború miatt, az 1940-től 1945-ig tartó második világháborús időszak, illetve 2020-ban a Covid19 világjárvány.

### Az 1877-es holtverseny

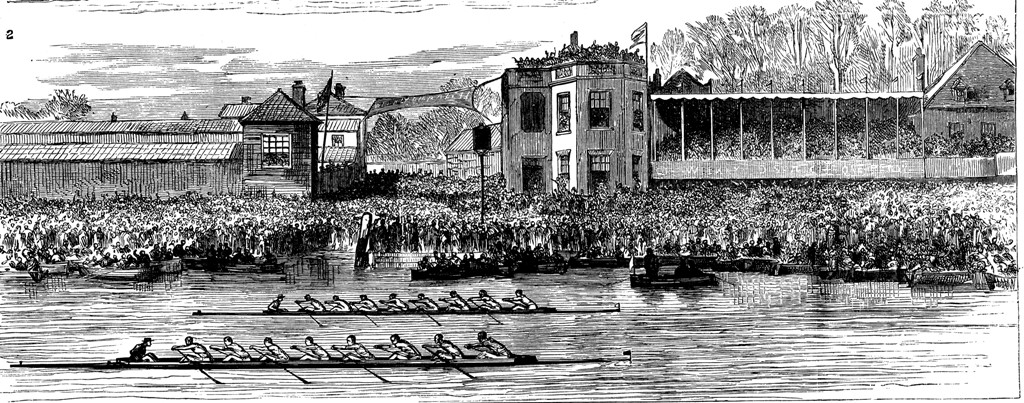
Az 1877-es holtverseny hajdani ábrázolása

Mindkét legénység rossz időjárási körülmények között ért célba, egyformán 24 perc 8 másodperc alatt.
1877-ben volt az egyetlen olyan eredmény, amikor a versenyt holtversenynek nyilvánították. A versenybíró, Honest John Phelps ítéletét gyanúsnak tartották, mert állítólag 70 év feletti volt és az egyik szemére vak. A legenda szerint a versenyen elaludt és így lemaradt a célbaérkezés pillanatáról, ezért döntetlennek hirdette ki a mérkőzést. Valószínűbbnek tartják viszont, hogy a célvonal közelében lévő csónakoktól nem tudta tisztán megállapítani, hogy melyik csapat lett a győztes. Phelps "Honest John (Becsületes János)" beceneve ugyan ironikusan hangzik, de nem volt az és nem volt részeg sem (ahogyan azt néha állítják) a cél idején egy bokor alatt. El kellett ítélnie, hogy ki nyert a céloszlopok segítsége nélkül (amelyeket csak a következő évi versenyre szereltek fel). Egyes újságok azt hirdették, hogy az Oxford szoros győzelmet aratott, de az ő nézőpontjuk a folyó folyásirányától származott. Mivel nem lehetett egyértelműen megállapítani, hogy ki lépett át először a pontos célvonalon, Phelps csak holtversenyként tudta megítélni. A sajtó és az oxfordi szurkolók később találták ki a Phelpsről szóló történeteket, amelyeket Phelpsnek esélye sem volt cáfolni.

### A 2012-es incidens

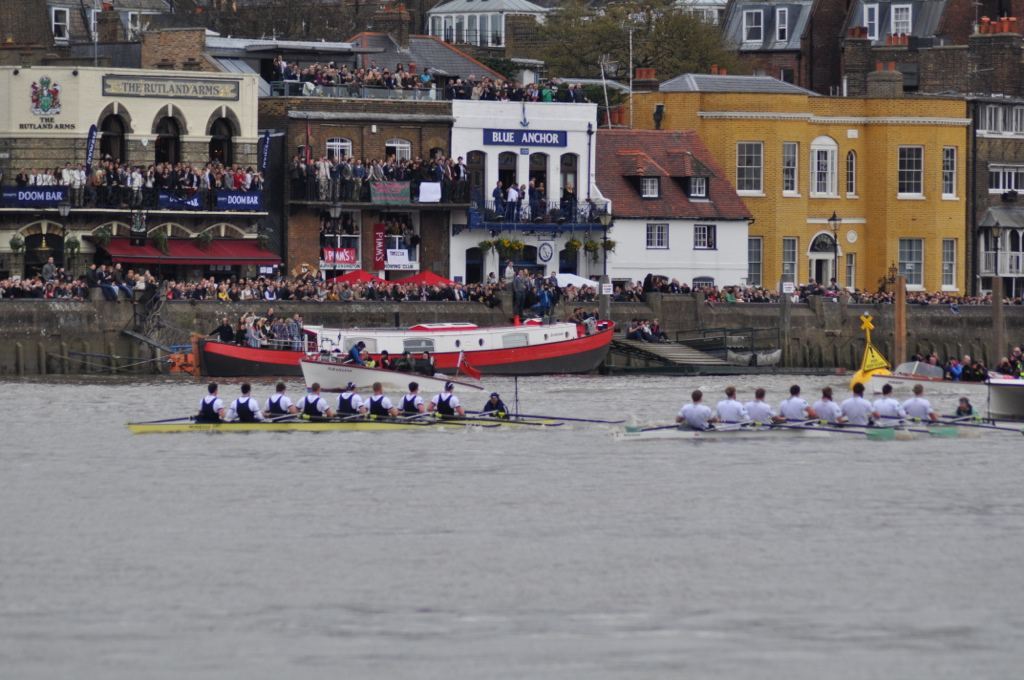
A 2012-es verseny egyik részlete

A 2012-es futamon – miután a versenyzők a pálya csaknem háromnegyedét leevezték – a verseny több 
mint 30 percre leállt, amikor egy magányos, a polgári szabadságjogokért tiltakozó, ausztrál Trenton Oldfield a chiswick-i oldalról belépett a vízbe és szándékosan a hajók közé úszott, miután a játékvezető-asszisztens észrevette, hogy biztonsági okokból mindkét hajónak meg kellett állnia. Az újraindítás után a hajók összeütköztek és az oxfordi legénység egyik evezője kettétört. A versenybíró, John Garrett úgy ítélte meg, hogy az incidens az Oxford hibája volt és engedélyezte a verseny folytatását. A Cambridge ezután gyorsan átvette a vezetést, és meg is nyerte a futamot. Az oxfordi legénység fellebbezést nyújtott be a játékvezetőhöz, amelyet gyorsan elutasítottak és a Cambridge hajóját nyilvánították győztesnek.

### A 2021-es verseny
2021-es hajóversenyt Cambridgeshire-ben, Ely közelében a Great Ouse folyón rendezték meg egy rövidebb, 3,0 mérföldes (4,9 km) egyenes pályán.
Egyrészt a koronavírus-járvány miatt, másrészt a Hammersmith híd lezárása miatt történt biztonsági aggályok okán. A verseny mára az Egyesült Királyság nemzeti intézményévé vált és minden évben a televízió is közvetíti.
A 2022-es hajóverseny visszatért a Temzébe és a Putney és Mortlake közötti hagyományos pályára.

## Versenyhelyszínek

A versenypálya térképe a Temze folyó 6,8 km-es szakaszán Putney és Mortlake között.

1845-től 2019-ig és 2022-ig minden futam a "Bajnoki Pályán (The Championship Course)" 
Putney és Mortlake között zajlott. A korábbi versenyek és a 2021-es rendezvény különböző 
helyszíneken zajlott.
- Henley-on-Thames (1829)
- Westminster és Putney között (1836–42)
- The Championship Course (1845–2019)
- Great Ouse folyó (2021)

### A bajnoki pálya

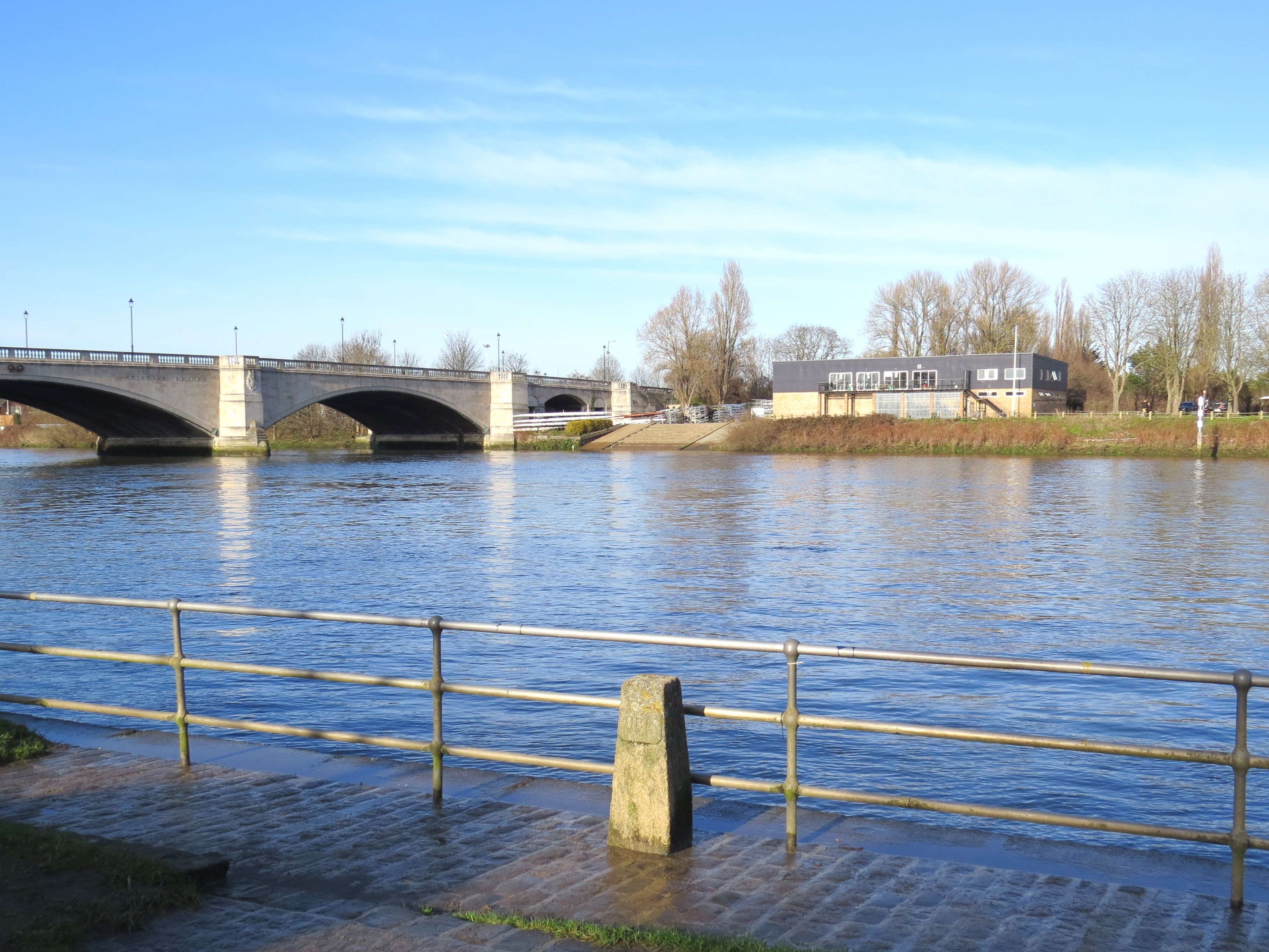
A kép előterében a befutó "UBR" gránitkő a Tideway déli töltésén Mortlake-ben, a Chiswick Bridge-től 112 méterre keletre. A kép (jobb) hátterében a céloszlop, bal oldalon a Chiswick híd látható.

A bajnoki pálya (The Championship Course) 4 mérföldre és 374 yardra (6,779 km) található Londonban, a Temze Putneytól Mortlake-ig tartó szakaszán, elhaladva a Hammersmith híd alatt és Barnes mellett, majd a Barnes Railway Bridge alatt egy "S" alakot követve keletről nyugatra. A rajtot és a célt a déli part töltésén található egyetemi hajóverseny "UBR" (University Boat Race) kövei jelölik. A klubok elnökei feldobnak egy érmét a verseny előtt, hogy megválasszák a folyó melyik oldalán fognak evezni. A döntés az időjárás, a víz sebessége és sodrása függvényében befolyásolhatja a teljesítményt, mivel a pálya három kanyarja kedvezhet, vagy hátrányt jelenthet a legénység teljesítményéhez.

## Eredmények

A győzelmek számának alakulása az évek során (férfiak, nők, tartalékok)

Az első versenyt 1829-ben rendezték meg a Temze 3,6 km hosszú szakaszán, a Hambleden Lock 
és a Henley Bridge között. Hivatalosan is rögzítették, hogy Oxford „könnyen” nyerte meg a versenyt. 
Hét év telt el a második versenyig, amelyet Cambridge 20 hosszal nyert meg a Westminster híd és a 
Putney híd közötti 9,3 km-es pályán. További négy verseny közül hármat 
a világoskékek nyertek ugyanazon a pályán. Az 1845-ös futam volt az első, amelyet a 
"Bajnoki Pályán" (The Championship Course) bonyolítottak le. Miután a Cambridge „könnyen” megnyerte a kilencedik hajóversenyt, ekkor 7:2-re vezetett összesítésben és első és egyetlen alkalommal hívták ki az Oxfordot egy második futamra ugyanabban az évben, 1849-ben. 
Az Oxford győzött, mivel a világoskékeket diszkvalifikálták. Ez volt az egyetlen alkalom, amikor a versenyt így döntötték el. A 2022-es versenyen a Cambridge összesítésben 85 győzelemmel vezet a versenyben, az Oxford 81 elsőbbségéhez képest. Az 1877-es versenyt „holtversenynek” nyilvánították.
A Cambridge 1930 óta vezet az Oxford előtt, az összesített győzelmek számát illetően.

### A férfi versenyek eredménytáblázata
|      | Év                                  | Győztes     | A győztes   | A győztes előnye            | Oxford győzelem összesen | Cambridge győzelem összesen |
| ---- | ----------------------------------- | ----------- | ----------- | --------------------------- | ------------------------ | --------------------------- |
| 1    | 1829 1830–1835 nem voltak versenyek | Oxford      | 14:03       | nagy előnnyel               | 1                        | 0                           |
| 2    | 1836 1837–1838 nem voltak versenyek | Cambridge   | 36:00       | 20 hosszal                  | 1                        | 1                           |
| 3    | 1839                                | Cambridge   | 31:00       | 35 hosszal                  | 1                        | 2                           |
| 4    | 1840                                | Cambridge   | 29:03       | 3⁄4 hosszal                 | 1                        | 3                           |
| 5    | 1841                                | Cambridge   | 32:03       | 22 hosszal                  | 1                        | 4                           |
| 6    | 1842 1843–1844 nem voltak versenyek | Oxford      | 30:01       | 41⁄2 hosszal                | 2                        | 4                           |
| 7    | 1845                                | Cambridge   | 23:30       | 10 hosszal                  | 2                        | 5                           |
| 8    | 1846 1847–1848 nem voltak versenyek | Cambridge   | 21:05       | 3 hosszal                   | 2                        | 6                           |
| 9    | 1849                                | Cambridge   | 22:00       | nagy előnnyel               | 2                        | 7                           |
| 10   | 1849 1850–1851 nem voltak versenyek | Oxford      | érvénytelen | Cambridge szabálytalan volt | 3                        | 7                           |
| 11   | 1852 1853 nem volt verseny          | Oxford      | 21:36       | 9 hosszal                   | 4                        | 7                           |
| 12   | 1854 1855 nem volt verseny          | Oxford      | 25:29       | 7 hosszal                   | 5                        | 7                           |
| 13   | 1856                                | Cambridge   | 25:45       | 1⁄4 hosszal                 | 5                        | 8                           |
| 14   | 1857                                | Oxford      | 22:05       | 11 hosszal                  | 6                        | 8                           |
| 15   | 1858                                | Cambridge   | 21:23       | 71⁄2 hosszal                | 6                        | 9                           |
| 16   | 1859                                | Oxford      | 24:04       | Cambridge elsüllyedt        | 7                        | 9                           |
| 17   | 1860                                | Cambridge   | 26:05       | 1 hosszal                   | 7                        | 10                          |
| 18   | 1861                                | Oxford      | 23:03       | 16 hosszal                  | 8                        | 10                          |
| 19   | 1862                                | Oxford      | 24:34       | 10 hosszal                  | 9                        | 10                          |
| 20   | 1863                                | Oxford      | 23:06       | 15 hosszal                  | 10                       | 10                          |
| 21   | 1864                                | Oxford      | 21:04       | 9 hosszal                   | 11                       | 10                          |
| 22   | 1865                                | Oxford      | 21:24       | 4 hosszal                   | 12                       | 10                          |
| 23   | 1866                                | Oxford      | 25:35       | 3 hosszal                   | 13                       | 10                          |
| 24   | 1867                                | Oxford      | 22:39       | 1⁄2 hosszal                 | 14                       | 10                          |
| 25   | 1868                                | Oxford      | 20:56       | 6 hosszal                   | 15                       | 10                          |
| 26   | 1869                                | Oxford      | 20:04       | 3 hosszal                   | 16                       | 10                          |
| 27   | 1870                                | Cambridge   | 22:04       | 1⁄2 hosszal                 | 16                       | 11                          |
| 28   | 1871                                | Cambridge   | 23:01       | 1 hosszal                   | 16                       | 12                          |
| 29   | 1872                                | Cambridge   | 21:15       | 2 hosszal                   | 16                       | 13                          |
| 30   | 1873                                | Cambridge   | 19:35       | 3 hosszal                   | 16                       | 14                          |
| 31   | 1874                                | Cambridge   | 22:35       | 31⁄2 hosszal                | 16                       | 15                          |
| 32   | 1875                                | Oxford      | 22:02       | 10 hosszal                  | 17                       | 15                          |
| 33   | 1876                                | Cambridge   | 20:02       | nagy előnnyel               | 17                       | 16                          |
| 34   | 1877                                | Holtverseny | 24:08       | Holtverseny                 | 17                       | 16                          |
| 35   | 1878                                | Oxford      | 22:15       | 10 lengths                  | 18                       | 16                          |
| 36   | 1879                                | Cambridge   | 21:18       | 3 hosszal                   | 18                       | 17                          |
| 37   | 1880                                | Oxford      | 21:23       | 3⁄4 hosszal                 | 19                       | 17                          |
| 38   | 1881                                | Oxford      | 21:51       | 3 hosszal                   | 20                       | 17                          |
| 39   | 1882                                | Oxford      | 20:12       | 7 hosszal                   | 21                       | 17                          |
| 40   | 1883                                | Oxford      | 21:18       | 31⁄2 hosszal                | 22                       | 17                          |
| 41   | 1884                                | Cambridge   | 21:39       | 21⁄2 hosszal                | 22                       | 18                          |
| 42   | 1885                                | Oxford      | 21:36       | 21⁄2 hosszal                | 23                       | 18                          |
| 43   | 1886                                | Cambridge   | 22:03       | 2⁄3 hosszal                 | 23                       | 19                          |
| 44   | 1887                                | Cambridge   | 20:52       | 21⁄2 hosszal                | 23                       | 20                          |
| 45   | 1888                                | Cambridge   | 20:48       | 7 hosszal                   | 23                       | 21                          |
| 46   | 1889                                | Cambridge   | 20:14       | 3 hosszal                   | 23                       | 22                          |
| 47   | 1890                                | Oxford      | 22:03       | 1 hosszal                   | 24                       | 22                          |
| 48   | 1891                                | Oxford      | 21:48       | 1⁄2 hosszal                 | 25                       | 22                          |
| 49   | 1892                                | Oxford      | 19:01       | 21⁄4 hosszal                | 26                       | 22                          |
| 50   | 1893                                | Oxford      | 18:45       | 1⁄4 hosszal                 | 27                       | 22                          |
| 51   | 1894                                | Oxford      | 21:39       | 31⁄2 hosszal                | 28                       | 22                          |
| 52   | 1895                                | Oxford      | 20:05       | 21⁄4 hosszal                | 29                       | 22                          |
| 53   | 1896                                | Oxford      | 20:01       | 2⁄5 hosszal                 | 30                       | 22                          |
| 54   | 1897                                | Oxford      | 19:12       | 21⁄2 hosszal                | 31                       | 22                          |
| 55   | 1898                                | Oxford      | 22:15       | nagy előnnyel               | 32                       | 22                          |
| 56   | 1899                                | Cambridge   | 21:04       | 31⁄4 hosszal                | 32                       | 23                          |
| 57   | 1900                                | Cambridge   | 18:45       | 20 hosszal                  | 32                       | 24                          |
| 58   | 1901                                | Oxford      | 22:31       | 2⁄3 hosszal                 | 33                       | 24                          |
| 59   | 1902                                | Cambridge   | 19:09       | 5 hosszal                   | 33                       | 25                          |
| 60   | 1903                                | Cambridge   | 19:33       | 6 hosszal                   | 33                       | 26                          |
| 61   | 1904                                | Cambridge   | 21:37       | 41⁄2 hosszal                | 33                       | 27                          |
| 62   | 1905                                | Oxford      | 20:35       | 3 lengths                   | 34                       | 27                          |
| 63   | 1906                                | Cambridge   | 19:25       | 31⁄2 hosszal                | 34                       | 28                          |
| 64   | 1907                                | Cambridge   | 20:26       | 41⁄2 hosszal                | 34                       | 29                          |
| 65   | 1908                                | Cambridge   | 19:02       | 21⁄2 hosszal                | 34                       | 30                          |
| 66   | 1909                                | Oxford      | 19:05       | 31⁄2 hosszal                | 35                       | 30                          |
| 67   | 1910                                | Oxford      | 20:14       | 31⁄2 hosszal                | 36                       | 30                          |
| 68   | 1911                                | Oxford      | 18:29       | 23⁄4 hosszal                | 37                       | 30                          |
| 69   | 1912                                | Oxford      | 22:05       | 6 hosszal                   | 38                       | 30                          |
| 70   | 1913                                | Oxford      | 20:53       | 3⁄4 hosszal                 | 39                       | 30                          |
| 71   | 1914 1915–1919 nem voltak versenyek | Cambridge   | 20:23       | 41⁄2 hosszal                | 39                       | 31                          |
| 72   | 1920                                | Cambridge   | 21:11       | 4 hosszal                   | 39                       | 32                          |
| 73   | 1921                                | Cambridge   | 19:45       | 1 hosszal                   | 39                       | 33                          |
| 74   | 1922                                | Cambridge   | 19:27       | 41⁄2 hosszal                | 39                       | 34                          |
| 75   | 1923                                | Oxford      | 20:54       | 3⁄4 hosszal                 | 40                       | 34                          |
| 76   | 1924                                | Cambridge   | 18:41       | 41⁄2 hosszal                | 40                       | 35                          |
| 77   | 1925                                | Cambridge   | 21:05       | Oxford elsüllyedt           | 40                       | 36                          |
| 78   | 1926                                | Cambridge   | 19:29       | 5 hosszal                   | 40                       | 37                          |
| 79   | 1927                                | Cambridge   | 20:14       | 3 hosszal                   | 40                       | 38                          |
| 80   | 1928                                | Cambridge   | 20:25       | 10 hosszal                  | 40                       | 39                          |
| 81   | 1929                                | Cambridge   | 19:24       | 7 hosszal                   | 40                       | 40                          |
| 82   | 1930                                | Cambridge   | 19:09       | 3 hosszal                   | 40                       | 41                          |
| 83   | 1931                                | Cambridge   | 19:26       | 21⁄2 hosszal                | 40                       | 42                          |
| 84   | 1932                                | Cambridge   | 19:11       | 5 hosszal                   | 40                       | 43                          |
| 85   | 1933                                | Cambridge   | 20:57       | 21⁄4 hosszal                | 40                       | 44                          |
| 86   | 1934                                | Cambridge   | 18:03       | 41⁄4 hosszal                | 40                       | 45                          |
| 87   | 1935                                | Cambridge   | 19:48       | 41⁄2 hosszal                | 40                       | 46                          |
| 88   | 1936                                | Cambridge   | 21:06       | 5 hosszal                   | 40                       | 47                          |
| 89   | 1937                                | Oxford      | 22:39       | 1⁄4 hosszal                 | 41                       | 47                          |
| 90   | 1938                                | Oxford      | 20:03       | 2 hosszal                   | 42                       | 47                          |
| 91   | 1939                                | Cambridge   | 19:03       | 4 hosszal                   | 42                       | 48                          |
| 92   | 1946                                | Oxford      | 19:54       | 3 hosszal                   | 43                       | 48                          |
| 93   | 1947                                | Cambridge   | 23:01       | 10 hosszal                  | 43                       | 49                          |
| 94   | 1948                                | Cambridge   | 17:50       | 5 hosszal                   | 43                       | 50                          |
| 95   | 1949                                | Cambridge   | 18:57       | 1⁄4 hosszal                 | 43                       | 51                          |
| 96   | 1950                                | Cambridge   | 20:15       | 31⁄2 hosszal                | 43                       | 52                          |
| 97   | 1951                                | Cambridge   | 20:05       | 12 hosszal                  | 43                       | 53                          |
| 98   | 1952                                | Oxford      | 20:23       | canvas                      | 44                       | 53                          |
| 99   | 1953                                | Cambridge   | 19:54       | 8 hosszal                   | 44                       | 54                          |
| 100  | 1954                                | Oxford      | 20:23       | 41⁄2 hosszal                | 45                       | 54                          |
| 101  | 1955                                | Cambridge   | 19:01       | 16 hosszal                  | 45                       | 55                          |
| 102  | 1956                                | Cambridge   | 18:36       | 1⁄4 hosszal                 | 45                       | 56                          |
| 103  | 1957                                | Cambridge   | 19:01       | 2 hosszal                   | 45                       | 57                          |
| 104  | 1958                                | Cambridge   | 18:15       | 31⁄2 hosszal                | 45                       | 58                          |
| 105  | 1959                                | Oxford      | 18:52       | 6 hosszal                   | 46                       | 58                          |
| 106  | 1960                                | Oxford      | 18:59       | 1⁄4 hosszal                 | 47                       | 58                          |
| 107  | 1961                                | Cambridge   | 19:22       | 41⁄4 hosszal                | 47                       | 59                          |
| 108  | 1962                                | Cambridge   | 19:46       | 5 hosszal                   | 47                       | 60                          |
| 109  | 1963                                | Oxford      | 20:47       | 5 hosszal                   | 48                       | 60                          |
| 110  | 1964                                | Cambridge   | 19:18       | 61⁄2 hosszal                | 48                       | 61                          |
| 111  | 1965                                | Oxford      | 18:07       | 4 hosszal                   | 49                       | 61                          |
| 112  | 1966                                | Oxford      | 19:12       | 3⁄4 hosszal                 | 50                       | 61                          |
| 113  | 1967                                | Oxford      | 18:52       | 31⁄4 hosszal                | 51                       | 61                          |
| 1140 | 1968                                | Cambridge   | 18:22       | 31⁄2 hosszal                | 51                       | 62                          |
| 115  | 1969                                | Cambridge   | 18:04       | 4 hosszal                   | 51                       | 63                          |
| 116  | 1970                                | Cambridge   | 20:22       | 31⁄2 hosszal                | 51                       | 64                          |
| 117  | 1971                                | Cambridge   | 17:58       | 10 hosszal                  | 51                       | 65                          |
| 118  | 1972                                | Cambridge   | 18:36       | 91⁄2 hosszal                | 51                       | 66                          |
| 119  | 1973                                | Cambridge   | 19:21       | 13 hosszal                  | 51                       | 67                          |
| 120  | 1974                                | Oxford      | 17:35       | 51⁄2 hosszal                | 52                       | 67                          |
| 121  | 1975                                | Cambridge   | 19:27       | 3⁄4 hosszal                 | 52                       | 68                          |
| 122  | 1976                                | Oxford      | 16:58       | 61⁄2 hosszal                | 53                       | 68                          |
| 123  | 1977                                | Oxford      | 19:28       | 7 hosszal                   | 54                       | 68                          |
| 124  | 1978                                | Oxford      | 18:58       | Cambridge elsüllyedt        | 55                       | 68                          |
| 125  | 1979                                | Oxford      | 20:33       | 31⁄2 hosszal                | 56                       | 68                          |
| 126  | 1980                                | Oxford      | 19:02       | canvas                      | 57                       | 68                          |
| 127  | 1981                                | Oxford      | 18:11       | 8 hosszal                   | 58                       | 68                          |
| 128  | 1982                                | Oxford      | 18:21       | 31⁄4 hosszal                | 59                       | 68                          |
| 129  | 1983                                | Oxford      | 19:07       | 41⁄2 hosszal                | 60                       | 68                          |
| 130  | 1984                                | Oxford      | 16:45       | 3⁄4 hosszal                 | 61                       | 68                          |
| 131  | 1985                                | Oxford      | 17:11       | 43⁄4 hosszal                | 62                       | 68                          |
| 132  | 1986                                | Cambridge   | 17:58       | 7 hosszal                   | 62                       | 69                          |
| 133  | 1987                                | Oxford      | 19:59       | 4 hosszal                   | 63                       | 69                          |
| 134  | 1988                                | Oxford      | 17:35       | 51⁄2 hosszal                | 64                       | 69                          |
| 135  | 1989                                | Oxford      | 18:27       | 21⁄2 hosszal                | 65                       | 69                          |
| 136  | 1990                                | Oxford      | 17:22       | 21⁄4 hosszal                | 66                       | 69                          |
| 137  | 1991                                | Oxford      | 16:59       | 41⁄4 hosszal                | 67                       | 69                          |
| 138  | 1992                                | Oxford      | 17:44       | 1⁄4 hosszal                 | 68                       | 69                          |
| 139  | 1993                                | Cambridge   | 17:00       | 31⁄2 hosszal                | 68                       | 70                          |
| 140  | 1994                                | Cambridge   | 18:09       | 61⁄2 hosszal                | 68                       | 71                          |
| 141  | 1995                                | Cambridge   | 18:04       | 4 hosszal                   | 68                       | 72                          |
| 142  | 1996                                | Cambridge   | 16:58       | 23⁄4 hosszal                | 68                       | 73                          |
| 143  | 1997                                | Cambridge   | 17:38       | 2 hosszal                   | 68                       | 74                          |
| 144  | 1998                                | Cambridge   | 16:19       | 3 hosszal                   | 68                       | 75                          |
| 145  | 1999                                | Cambridge   | 16:41       | 31⁄2 hosszal                | 68                       | 76                          |
| 146  | 2000                                | Oxford      | 18:04       | 3 hosszal                   | 69                       | 76                          |
| 147  | 2001                                | Cambridge   | 19:59       | 21⁄2 hosszal                | 69                       | 77                          |
| 148  | 2002                                | Oxford      | 16:54       | 3⁄4 hosszal                 | 70                       | 77                          |
| 149  | 2003                                | Oxford      | 18:06       | 1 láb (30 cm)               | 71                       | 77                          |
| 150  | 2004                                | Cambridge   | 18:47       | 6 hosszal                   | 71                       | 78                          |
| 151  | 2005                                | Oxford      | 16:42       | 2 hosszal                   | 72                       | 78                          |
| 152  | 2006                                | Oxford      | 18:26       | 5 hosszal                   | 73                       | 78                          |
| 153  | 2007                                | Cambridge   | 17:49       | 1⁄4 hosszal                 | 73                       | 79                          |
| 154  | 2008                                | Oxford      | 20:53       | 6 hosszal                   | 74                       | 79                          |
| 155  | 2009                                | Oxford      | 17:00       | 31⁄2 hosszal                | 75                       | 79                          |
| 156  | 2010                                | Cambridge   | 17:35       | 1⁄3 hosszal                 | 75                       | 80                          |
| 157  | 2011                                | Oxford      | 17:32       | 4 hosszal                   | 76                       | 80                          |
| 158  | 2012                                | Cambridge   | 17:23       | 41⁄4 hosszal                | 76                       | 81                          |
| 159  | 2013                                | Oxford      | 17:28       | 1⁄3 hosszal                 | 77                       | 81                          |
| 160  | 2014                                | Oxford      | 18:36       | 11 hosszal                  | 78                       | 81                          |
| 161  | 2015                                | Oxford      | 17:34       | 61⁄2 hosszal                | 79                       | 81                          |
| 162  | 2016                                | Cambridge   | 18:38       | 21⁄2 hosszal                | 79                       | 82                          |
| 163  | 2017                                | Oxford      | 16:59       | 1⁄4 hosszal                 | 80                       | 82                          |
| 164  | 2018                                | Cambridge   | 17:51       | 3 hosszal                   | 80                       | 83                          |
| 165  | 2019 2020 nem volt verseny          | Cambridge   | 16:57       | 1 hosszal                   | 80                       | 84                          |
| 166  | 2021                                | Cambridge   | 14:12       | 1 hosszal                   | 80                       | 85                          |
| 167  | 2022                                | Oxford      | 16:42       | 21⁄4 hosszal                | 81                       | 85                          |
| 168  | 2023                                | Cambridge   | 18:18       | 1⁄4 hosszal                 | 81                       | 86                          |
| 169  | 2024                                | Cambridge   | 18:56       | 21⁄2 hosszal                | 81                       | 87                          |
| 170  | 2025                                | Cambridge   | 16:56       | 51⁄2 hosszal                | 81                       | 88                          |

## Nem hivatalos versenyek

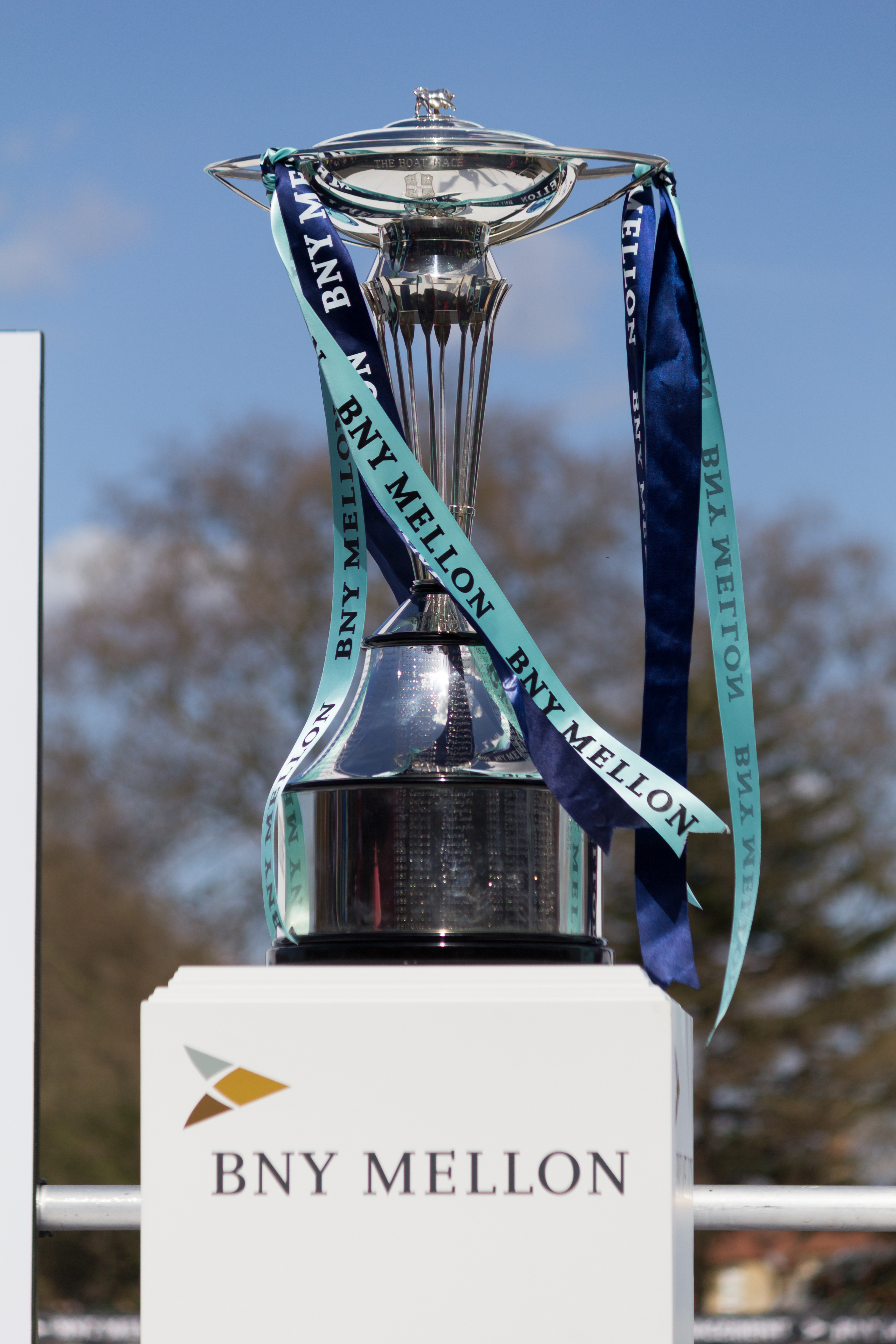
A férfi verseny trófeája

A második világháború alatt négy nem hivatalos hajóversenyt rendeztek, a Temzén, és a Great Ouse folyón, Elyben. A legénységeket nem ismerték el "full Blues"-nak, ezért ezen futamok eredményei nem szerepelnek a hivatalos összesítésben.
|   | Év   | Helyszín              | Győztes   | Idő  | Előny       |
| - | ---- | --------------------- | --------- | ---- | ----------- |
| 1 | 1940 | Henley-on-Thames      | Cambridge | 9:28 | 5 hosszal   |
| 2 | 1943 | Sandford-on-Thames    | Oxford    | 4:49 | 2⁄3 hosszal |
| 3 | 1944 | Great Ouse folyó, Ely | Oxford    | 8:06 | 3⁄4 hosszal |
| 4 | 1945 | Henley-on-Thames      | Cambridge | 8:17 | 2 hosszal   |

## Tények, érdekességek
- 1859-ben a cambridge-i, 1925-ben az oxfordi, 1912-ben pedig mindkét hajó elsüllyedt.[8]
- 1978-ban történt, hogy a Cambridge hajója a célvonal közelében elmerült és az Oxford a süllyedő hajót megelőzve győzött.[4]
- A 2003-as volt a hajóverseny történetében az eddigi legszorosabb futam, amikor az Oxford mindössze egy lábbal (kb. 30 cm-rel) előzte meg a Cambridge csapatát.
- A hajókban nyolcan ülnek a menetiránynak háttal, míg egy ember a hajó végén velük szembe, aki az irányító ember.[4]
- A győzelmi sorozat rekordját a Cambridge tartja, mert 1924 és 1936 kötött sorozatban 13 alkalommal nyert.[8]
- Nem kizárólag brit nemzetiségű evezősök vehetnek részt a versenyen, de a két egyetem tanulója kell hogy legyen.[3]
- A táv hossza a folyó medrének közepén mérve pontosan 4 mérföld 374 yard, (6779 m), amit kb. 20 perc alatt teljesítenek a versenyzők és ez idő alatt körülbelül 600 alkalommal húznak az evezőlapáttal.[3]
- Az eddigi legjobb férfi időt a Cambridge teljesítette 1998-ban, ami 16 perc 19 másodperc volt.[5]
- A legviccesebb kommentár 1949-ben hangzott el, amikor a BBC rádiós sportriportere John Snagge a következőt mondta élő egyenes adásban: "Nem látom ki vezet, de vagy az Oxford vagy a Cambridge".[4]
- A váltott evezős nyolcas hajó hossza: 18,9 méter.

## Fordítás
- Ez a szócikk részben vagy egészben  a   The Boat Race című angol Wikipédia-szócikk fordításán alapul.  Az eredeti cikk szerkesztőit annak laptörténete sorolja fel. Ez a jelzés csupán a megfogalmazás eredetét és a szerzői jogokat jelzi, nem szolgál a cikkben szereplő információk forrásmegjelöléseként.